# Auerbach (Günz)
Der Auerbach ist ein 12,1 Kilometer langer Bach im Landkreis Unterallgäu in Bayern.
Er entspringt südöstlich von Niederrieden nördlich der Kreisstraße MN 26 auf etwa 655 m ü. NN. Der Bach fließt auf langen Streckenabschnitten durch Wälder in nordnordöstlicher Richtung. Bevor der Auerbach in Babenhausen auf etwa 541 m ü. NN. in die Günz mündet, durchfließt er die Orte Reichau (Gemeinde Boos) und Winterrieden. Nördlich und südlich der Ortschaft Reichau wird das Gewässer jeweils zu einigen Fischweihern aufgestaut. Am Ortsrand von Babenhausen wird der Bach nochmals zum sogenannten Fuggerweiher aufgestaut, an dem sich ein Jugendübernachtungshaus und ein Jugendzeltplatz befindet.